# Chisato Okai
Chisato Okai (Okai Chisato (岡井 千聖?); n. 21 iunie 1994, Saitama, Japonia) este o fostă membră a trupei Cute, parte a Hello! Project.

## Discografie
- Hello! Project Kids
- H.P. All Stars (2004)
- Cute (2005–2017)
- Athena & Robikerottsu (2007–?)
- Hello! Project Mobekimasu (2011)

### Satoumi
- Mellowquad (メロウクアッド?) (2013–?)

## Apariții

### Filme
- Koinu Dan no Monogatari (仔犬ダンの物語? "Puppy Dan's Story") (14 decembrie 2002)
- Hotaru no Hoshi (ほたるの星?) (5 iunie 2004)
- Ōsama Game (王様ゲーム?) (17 decembrie 2011) ca Kaori Maruoka
- Gomennasai (ゴメンナサイ?) (2011)

### Seriale TV
- Tokusō Shirei! Aichi Police (特捜指令！アイチ★ポリス?) (2011) ca Mai
- Sūgaku♥Joshi Gakuen (数学♥女子学園?) (2012)

### Emisiuni TV
- Hello! Morning (ハロー! モーニング?) (2002-2007)
- Haromoni@ (ハロモニ@?) (2007-2008)
- Berikyǖ! (ベリキュー!?) (2008)
- Yorosen! (よろセン!?) (2008-2009)
- Bijo Gaku (美女学?) (2010-2011)
- Hello Pro! Time (ハロプロ！ＴＩＭＥ?) (2011-2012)
- Hello! Satoyama Life (ハロー！ＳＡＴＯＹＡＭＡライフ?) (2012-2013)
- GOGO! Smile! (ゴゴスマ?) (2013–?)

#### Alte
- 54 NHK Kōhaku Uta Gassen — dansatoare pentru Aya Matsuura (31 decembrie 2003)

### Piese de teatru
- 34 Chōme no Kiseki-HERE'S LOVE- (34丁目の奇跡 -HERE'S LOVE-? "Miracle on 34th Street: Here's Love") (27 noiembrie — 28 decembrie 2004)
- 1974 (Ikunayo) (1974(イクナヨ)?) (17-22 martie 2011)
- Stronger (ストロンガー?) (2012)
- Theater in The Round (青山円形劇場?) (2012)
- Sakura no Hanataba (さくらの花束?) (2013) ca Mei Koyamada